# Iwanopilla
Iwanopilla (ukr. Іванопілля) – wieś na Ukrainie, w obwodzie donieckim, w rejonie kramatorskim, w hromadzie Konstantynówka. W 2001 liczyła 1466 mieszkańców, wśród których 1143 wskazało jako ojczysty język ukraiński, 315 rosyjski, 1 bułgarski, 2 białoruski, 3 niemiecki, a 2 inny.